# Camponotus cruentatus

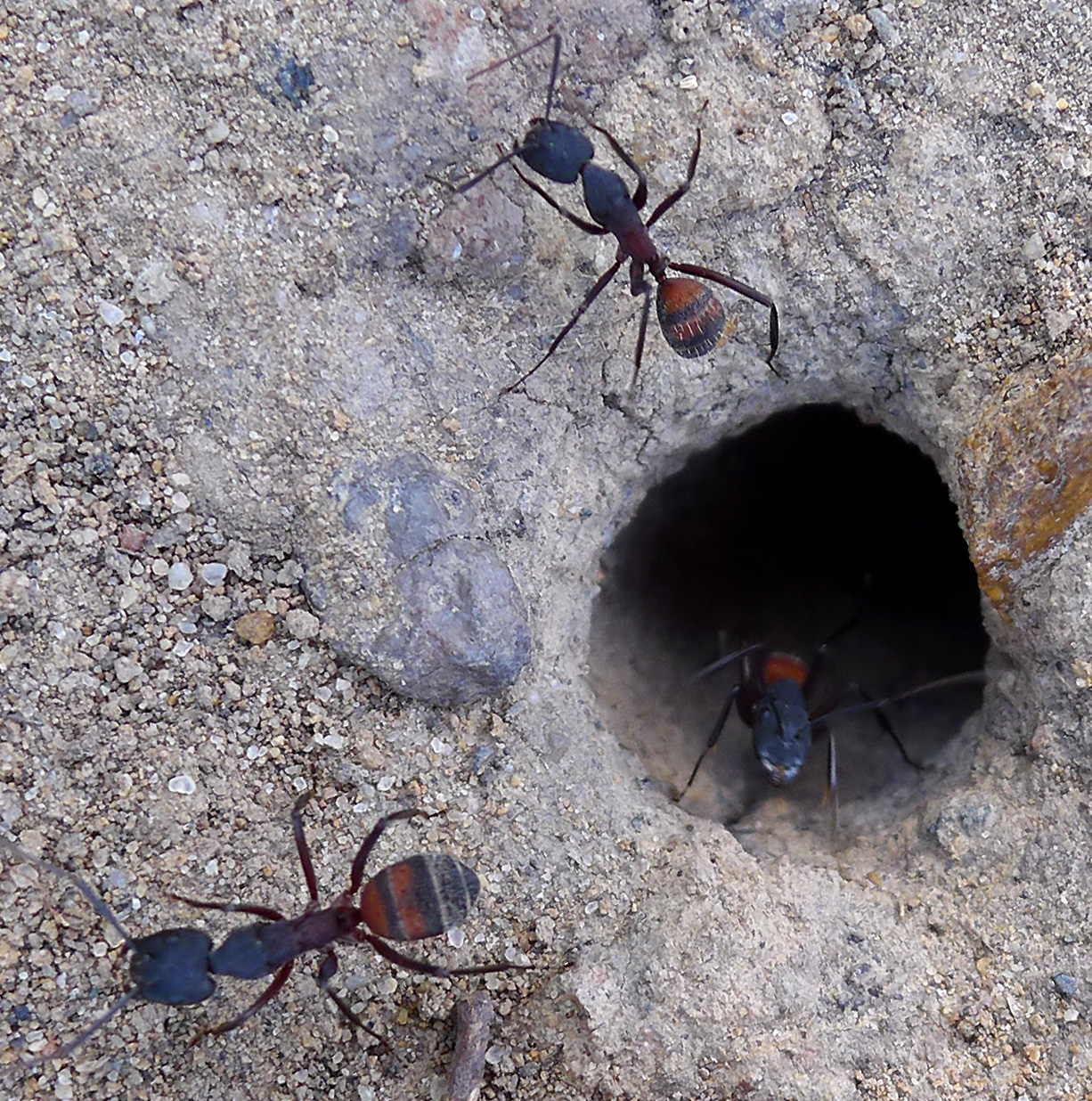
Camponotus cruentatus fent guàrdia a l'entrada del formiguer

Camponotus cruentatus és una espècie de formiga de la subfamília dels formicins (Formicinae). És una de les formigues més grans d'Europa. La seva coloració és una combinació de negre mat i vermell granat, variable. És polimòrfica (mides i altres trets diferents en cadascuna de les castes). És freqüent als Països Catalans.

## Característiques
És una formiga gran, de 6 a 15 mm de llarg, amb quasi tot el cos de color negre mat, excepte per la presència d'una taca vermellosa rovellada a l'abdomen. Mandíbules amb 7-8 dents. Clipi amb aresta i lòbul marcats. Aspecte general mat, degut a una puntuació densa sobre el tegument. Molt pubescents, especialment sobre el gàster, que els dona un cert aspecte vellutat. Presenten un polimorfisme important. Les femelles sexuades poden assolir una mida de 20 mm. Són de color negre mat excepte l'abdomen, que és d'un negre vermellós. Els mascles mesuren aproximadament 8 mm i són completament negres.

## Distribució
Camponotus cruentatus és pròpia del mediterrani occidental, tant al sud d'Europa com al Magrib. Està àmpliament repartida a la península Ibèrica, és més escassa al quadrant nord-oest i assoleix els seus òptims en alzinars, pinedes i romerars secs dels pisos termo i mesomediterrani.

## Historia natural
Són capaces de feinejar amb temperatures tan elevades com 48 °C. Es desplacen amb parsimònia. A diferència d'altres congèneres més lignícoles, els seus formiguers solen ser sota terra i especialment sota grans pedres en terreny sec. Aprofiten aquestes pedres assolellades com a radiadors de calor i així estimulen el creixement i maduració dels seus ous i larves.
Les colònies són de fundació independent. Això vol dir que després del vol nupcial, que aquí sol ser al setembre, una sola reina s'enterra i cria les seves primeres obreres, que alhora ajuden posteriorment a tirar endavant les successives generacions. Són monogíniques (una sola reina per colònia).
És una espècie molt agressiva, sobretot en la defensa del territori enfront de membres de la seva pròpia espècie. La seva alimentació es basa principalment en secrecions d'àfids i en petits artròpodes morts.
En un estudi fet a Canet de Mar es va posar de manifest que el patró d'activitat d'aquesta espècie varia considerablement segons l'època de l'any; així, des de principi de març la seva activitat és diürna i més o menys constant al llarg del dia. A poc a poc és més activa al període nocturn, fins que els mesos de juny, juliol i agost l'activitat de l'espècie es fa contínua durant les vint-i-quatre hores del dia. Des de finals de setembre, l'activitat torna a ser únicament diürna i progressivament la recol·lecció disminueix fins a l'inici de la hibernació, a finals de novembre. L'àrea de recol·lecció d'aquesta colònia va mesurar 230 m².